# Ronov nad Doubravou
Ronov nad Doubravou é uma cidade checa localizada na região de Pardubice, distrito de Chrudim.